# Uherský Brod

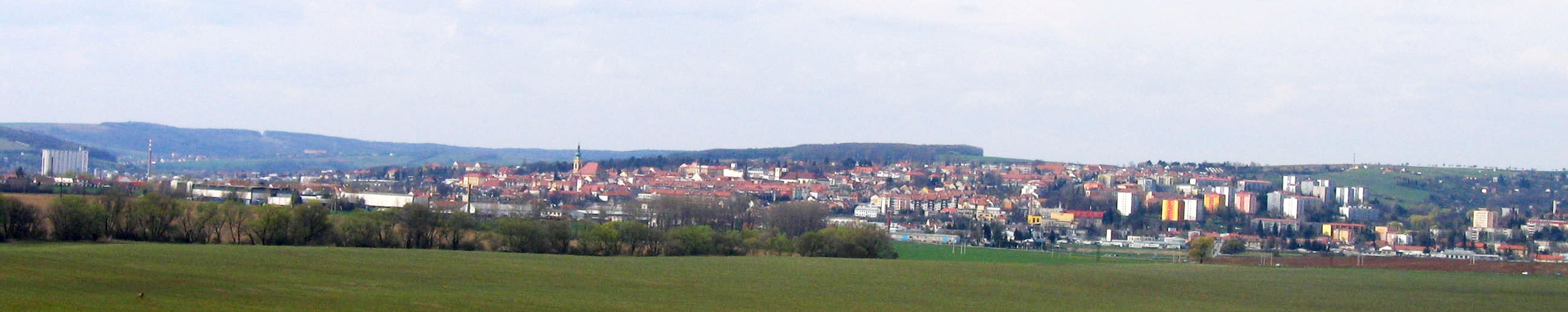
Panoràmica de Brod des de Králova.

Uherský Brod (IPA: [ˈuɦɛrskiː ˈbrot]) és una ciutat de la Regió de Zlín de la República Txeca. Està situada al sud-est de Moràvia. Està a les Terres altes de Vizovice (Vizovická vrchovina) i a la vora dels Carpats Blancs (Bílé Karpaty). És coneguda per ser la possible vila natal de Comènius i per la fàbrica de pistoles Česká Zbrojovka. Altres viles importants dels voltants d'Uherský Brod són Bánov, Bojkovice, Nivnice, Komňa i Vlčnov.

## Persones il·lustres
- Uherský Brod és un dels possibles llocs de naixement de Jan Amos Komenský (llatinitzat: Comènius). Els altres dos són Nivnice i Komňa (d'on el personatge pren el nom). Almenys, el que és segur és que hi passà part de la seva vida. Hi ha un museu i una escola secundària que duen el seu nom.
- Vlastimil Babula (n. 1973), Gran Mestre d'escacs